# Călinești, Teleorman
Călinești là một xã thuộc hạt Teleorman, România. Dân số thời điểm năm 2002 là 4085 người.